# Luzonomyza
Luzonomyza (лат.) — род двукрылых семейства лауксанииды.

## Описание
Мухи с треугольной головой длиной тела 3-4 мм. Лоб с коричневой продольной полосой и короткими щетинками на передней половине. Глазковые щетинки короткие. Лобно-лицевой угол острый. Лицо длинное, наклонное. Скулы с рядом коротких щетинок на нижней половине вдоль внутреннего края. Щёки с рядом длинных щетинок, простирающихся от середины до нижней половины скул. Среднеспинка с широкой коричневой полосой. За поперечным швом спеднеспинки три дорсоцентральные щетинки. Катепистернум с щетинкой. Крылья прозрачные, спереди обычно от бледно-коричневого до тёмно-коричневого цвета. Поперечные жилки rm и dm-cu с коричневыми пятнами. Брюшко жёлтое, задние края тергитов обычно коричневые или черные.

## Классификация
Первоначально описан Джоном Маллоком в 1929 году как подрод в составе рода Trigonometopus. В 1971 Бриан Штукенберг повысил статус этого таксона до самостоятельного рода. В мировой фауне насчитывается 13 видов

## Распространение
Встречаются в Ориентальной области, почти половина видов обитает в Китае.